# Шумський район
Шу́мський райо́н — колишній район в Україні, в Тернопільській області. Утворений 17 січня 1940 року із ґмін Угорськ і Шумськ Кременецького повіту. Розміщений на півночі області. Районний центр — місто Шумськ.
Ліквідований 19 липня 2020 року.

## Географічні дані

Адміністративний поділ Шумського району

Розташований у північно-східній частині області, в межах Подільської височини та Малого Полісся. На північному заході підносяться Кременецькі гори. Поверхня — підвищена хвиляста, на північному заході — горбиста лесова рівнина, глибоко розчленована балками та ярами. Абсолютна висота — 230—390 м.
Межує з Лановецьким, Кременецьким, Збаразьким районами, Рівненською та Хмельницькою областями. Відстань до обласного центру — 105 км.
Корисні копалини: піски, вапняки, мергелі, глини, торф.
Район належить до вологої, помірно теплої агрокліматичної зони.
Основні річки — басейну Дніпра: притоки Горині — Вілія та Горинка. Споруджено понад 50 ставків. У ґрунтовому покриві переважають сірі лісові чорноземи опідзолені, подекуди дернові та лучні ґрунти. Площа лісів — 19,9 тис. га. У районі — лісовий заказник Суразька дача (республіканського значення).
Загальна площа земель району — 83,8 тис. га, з них сільсько-господарського призначення — 57,4 тис. га, в тому числі: рілля — 41,6 тис. га; сінокоси і пасовища — 15,2 тис. га. Землі району (чорноземи, сірі опідзолені, торфово-болотні) придатні для вирощування районованих сільськогосподарських культур.
Площа району — 863 км². Населення — 60,3 тис. мешканців.

## Історія

### Археологічні дані
Територія Шумщини належить до історичної області — Волинь. Шумщина — давнє етнічно-територіальне утворення в басейні річки Вілія (в її верхній і середній течії).
Доісторична археологія на Шумщині представлена пам'ятками палеоліту і неоліту, трипільської культури і скіфської доби, знахідками римської доби і ранньослов'янських культур.

### XII—XX сторіччя
Шумський район: з середини ХІІ ст. — Шумська волость, у 1212–1228 рр. — Шумське князівство, в 1795–1917 — Шумська і Дедеркальська волості Кременецького повіту, в 1921–1939 рр. — Шумська і Дедеркальська ґміни Кременецького повіту, з 1940 р. — Шумський район.
У ХІІ—ХІІ ст. основні історичні згадки найперше про м. Шумськ. 1241 р. військо хана Батия не змогло взяти розташованих тут фортець Данилів і Стіжок.
1366 року Шумщина відійшла до Великого князівства Литовського.
1513 р. більшість її території була надана роду Боговитинів, у власності яких перебувала до 1605 р. Крім того північно-західна частина перебувала у володінні Четвертинських, а північно-східна (т. зв. — Суразька маєтність) з 1583 р. — до князів Острозьких. Прибутки від останньої до речі йшли на утримання Острозької академії.
1545 р. — перша згадка про більшість сучасних населених пунктів у матеріалах люстрації Кременецького замку.
1605 р. — більшість Шумщини переходить до роду Малинських.
1618 р. — у с. Рохманів (передмістя Шумська) в маєтку Ірини Вишневецької починає роботу одна з перших в Україні друкарень.
1626 р. — Ірина Ярмолинська-Боговитина будує в с. Загайці храм-фортецю св. Івана Милостивого.
1648 р. — ряд населених пунктів знищено внаслідок Визвольної війни.
1715 р. — у Шумську будується кам'яний костьол.
1750-ті рр. — Шумщина переходить до князів Радзивіллів.
1793 р. — входить до складу Російської імперії.
1795 — Шумщина входить до складу новоутвореного Кременецького повіту.
1831 р. — Шумські поляки активно підтримують повстання, за що їх маєтки конфісковано.
1914–1918 р. — прифронтова зона.
1919 р. — велике протипольське повстання. Масові репресії з боку поляків.
1941–1952 р. — один з центрів боротьби УПА (Антонівецька республіка, Загаєцькі ліси).
1962, грудень — населені пункти Великодедеркальського району увійшли до Шумського району.
1987–1990 р. — на Шумщині планується побудова великого хімкомбінату, яку зірвали протести місцевої громадськості.

## Політика
25 травня 2014 року відбулися Президентські вибори України. У межах Шумського району було створено 59 виборчих дільниць. Явка на виборах складала — 77,18 % (проголосували 19 467 із 25 223 виборців). Найбільшу кількість голосів отримав Петро Порошенко — 49,69 % (9 674 виборців); Юлія Тимошенко — 20,63 % (4 016 виборців), Олег Ляшко — 13,61 % (2 650 виборців), Анатолій Гриценко — 8,08 % (1 573 виборців).

## Релігія

### Список усіх дерев'яних церков
| Назва села     | Патрон церкви                | рік побудови  |
| -------------- | ---------------------------- | ------------- |
| Андрушівка     | святого Миколая              | 1895          |
| Андрушівка     | Дім молитви ХВЄ              | 1935          |
| Бриків         | святого Георгія Побідоносця  | 1800          |
| Башківці       | святого Св. Михаїла          | 1635          |
| Вілія          | Преображення Господнього     | 1797          |
| Вовківці       | Покрови Пресвятої Богородиці | 1793          |
| Гриньківці     | святого Миколая              | 1909          |
| Малі Дедеркали | Божої Матері Казанської      | 1843          |
| Малі Садки     | Матері Божої Казанської      | 1790          |
| Новостав       | Святого Михаїла              | 1786–1865 рр. |
| Підгайці       | святого Миколая              | 1882          |
| Рохманів       | святої Трійці                | 1730          |
| Темногайці     | Архістратига Михаїла         | 1865          |
| Цеценівка      | Пресвятої Трійці             | 1778          |
| Радошівка      | святої Параскевії            | 1777          |

## Населення
Розподіл населення за віком та статтю (2001)
| Стать | Всього | До 15 років | 15-24 | 25-44 | 45-64 | 65-85 | Понад 85 |
| --- | ------ | ----------- | ----- | ----- | ----- | ----- | -------- |
| Чоловіки | 17 131 | 3692        | 2447  | 4957  | 3701  | 2217  | 117      |
| Жінки | 19 377 | 3419        | 2397  | 4618  | 4362  | 4231  | 350      |
| \| Статево-вікова піраміда \| Статево-вікова піраміда \| Статево-вікова піраміда \| \| ----------------------- \| ----------------------- \| ----------------------- \| \| Чоловіки \| Вік \| Жінки \| \| 117 \| 85 + \| 350 \| \| 177 \| 80-84 \| 547 \| \| 410 \| 75-79 \| 1030 \| \| 779 \| 70-74 \| 1350 \| \| 851 \| 65-69 \| 1304 \| \| 934 \| 60-64 \| 1246 \| \| 678 \| 55-59 \| 872 \| \| 1049 \| 50-54 \| 1144 \| \| 1040 \| 45-49 \| 1100 \| \| 1313 \| 40-44 \| 1224 \| \| 1178 \| 35-39 \| 1068 \| \| 1226 \| 30-34 \| 1103 \| \| 1240 \| 25-29 \| 1223 \| \| 1193 \| 20-24 \| 1245 \| \| 1254 \| 15-20 \| 1152 \| \| 1378 \| 10-14 \| 1299 \| \| 1214 \| 5-9 \| 1177 \| \| 1100 \| 0-4 \| 943 \| |        |             |       |       |       |       |          |
| Статево-вікова піраміда |        |             |       |       |       |       |          |
| Чоловіки | Вік    | Жінки       |       |       |       |       |          |
| 117 | 85 +   | 350         |       |       |       |       |          |
| 177 | 80-84  | 547         |       |       |       |       |          |
| 410 | 75-79  | 1030        |       |       |       |       |          |
| 779 | 70-74  | 1350        |       |       |       |       |          |
| 851 | 65-69  | 1304        |       |       |       |       |          |
| 934 | 60-64  | 1246        |       |       |       |       |          |
| 678 | 55-59  | 872         |       |       |       |       |          |
| 1049 | 50-54  | 1144        |       |       |       |       |          |
| 1040 | 45-49  | 1100        |       |       |       |       |          |
| 1313 | 40-44  | 1224        |       |       |       |       |          |
| 1178 | 35-39  | 1068        |       |       |       |       |          |
| 1226 | 30-34  | 1103        |       |       |       |       |          |
| 1240 | 25-29  | 1223        |       |       |       |       |          |
| 1193 | 20-24  | 1245        |       |       |       |       |          |
| 1254 | 15-20  | 1152        |       |       |       |       |          |
| 1378 | 10-14  | 1299        |       |       |       |       |          |
| 1214 | 5-9    | 1177        |       |       |       |       |          |
| 1100 | 0-4    | 943         |       |       |       |       |          |

Національний склад населення за даними перепису 2001 року:
| Національність | Кількість осіб | Відсоток |
| -------------- | -------------- | -------- |
| українці       | 36190          | 99,12 %  |
| росіяни        | 203            | 0,56 %   |
| поляки         | 52             | 0,14 %   |
| білоруси       | 26             | 0,07 %   |
| інші           | 40             | 0,11 %   |

Мовний склад населення за даними перепису 2001 року:
| Мова       | Кількість осіб | Відсоток |
| ---------- | -------------- | -------- |
| українська | 36305          | 99,44 %  |
| російська  | 171            | 0,47 %   |
| інші       | 35             | 0,10 %   |

## Відомі люди
- Шостацький Григорій Миколайович (1908–1945) — учасник Другої світової війни, полковник, Герой Радянського Союзу
- Амфілохій Почаївський (у миру Яків Варнавович Головатюк, *1894 — †1 січня 1971) — святий, чудотворець, старець, послушник Почаївської лаври

Зі Шумщини походять:
- художники[5]: Сергій Борейко, Артемій Кирилюк, Казимир Сікорський, Грицаюк Михайло
- музиканти: С. Декар, Андрій Ільків, Г. Геллер
- письменники: Василь Суразький, Марія Лавренюк, Л. Кальтенберг, Александру Хиждеу, Георгій Петрук-Попик, Григорій Баран (Радошівський), Степан Бабій, Сергій Синюк, Улас Самчук,
- краєзнавець Венедикт Лавренюк
- журналіст Андрій Мельничук

## Музеї
- Тилявський літературно-меморіальний музей Уласа Самчука (від 1993 р.)
- Шумський краєзнавчий музей